# Trapped in the Body of a White Girl
Trapped in the Body of a White Girl è il primo album studio della cantante e attrice statunitense Julie Brown, pubblicato nel 1987.
La Brown acquistò i diritti dell'album quindici anni dopo per poi ripubblicarlo in formato CD.

## Tracce
1. Trapped in the Body of a White Girl - 3:58
2. I Like 'em Big and Stupid - 3:49
3. Shut Up and Kiss Me - 3:08
4. Inside Every Girl - 3:40
5. Time Slips Away - 4:14
6. Callin' Your Heart - 3:49
7. Boys 'R a Drug - 3:41
8. Girl Fight Tonight! - 3:42
9. Every Boy's Got One - 3:25
10. The Homecoming Queen's Got a Gun - 4:40